# Lista över avsnitt av Farscape
Detta är en avsnittslista för den amerikansk-australiska TV-serien Farscape, som i USA ursprungligen sändes i Syfy.

## Säsonger
| Säsong | Säsong               | Avsnitt | Säsongsstart    | Säsongssavslutning |
| ------ | -------------------- | ------- | --------------- | ------------------ |
|        | 1                    | 22      | 19 mars 1999    | 28 januari 2000    |
|        | 2                    | 22      | 17 mars 2000    | 26 januari 2001    |
|        | 3                    | 22      | 16 mars 2001    | 26 april 2002      |
|        | 4                    | 22      | 7 juni 2002     | 10 mars 2003       |
|        | The Peacekeeper Wars | 2       | 17 oktober 2004 | 18 oktober 2004    |

### Säsong 1
| Nr | Titel                                  | Sändningsdatum    | Produktkod |
| --- | -------------------------------------- | ----------------- | ---------- |
| 01-101 | "Premiere"                             | 19 mars 1999      | #101014    |
| Den amerikanska astronauten John Crichton ska bevisa en teori som kan möjliggöra intergalaktiskt resande. Men under experimentet blir hans egendesignade rymdkapsel Farscape-1 indragen i ett maskhål och utspottad på andra sidan universum mitt i en pågående rymdstrid mellan Peacekeepers och en fångtransport, det levande rymdskepet Moya (en Leviathan), övertagen av fångarna. Crichtons kapsel blir uppfångad av Moya och väl på skeppet blir han konfronterad av Luxankrigaren Ka D'Argo, Rygel XVI före detta härskare över det Hyneriska imperiet, Pa'u Zotoh Zhaan en prästinna från planeten Delvia. Efter att Moya har använt sin starburst (typ warpspeed) för att fly sätter D'Argo Crichton i en cell tillsammans officer Aeryn Sun, en peacekeeper. D'Argo, Rygel och Zhaan åker till en handelsplanet för att kunna reparera skadorna som Moya fick under rymdstriden. Medan D'Argo, Rygel och Zhaan är nere på planeten lyckas Crichton och Aeryn fly från sin cell. Aeryn kontaktar sin överordnade Captain Bialar Crais. Crais är ute efter hämnd på Crichton sedan hans kapsel kolliderade med en Peacekeeper Prowler som tappade kontrollen och piloten (Crais bror) dog. När Crais anländer till planeten för att fånga de förrymda fångarna blir Aeryn dömd till döden för att han tillbringat tid med en, för dem, okänd livsform (Crichton). D'Argo, Rygel, Zhaan, Crichton och Aeryn lyckas dock fly tillbaka till Moya. Men Moya kan inte starbursta igen på en tid så Crichton föreslår att de ska testa hans Farscapeteori som slangbelleskjuter Moya in i "The Uncharted Territories" (icke kartlagd del av rymden dit Peacekeepers inte får färdas). Regissör: Andrew Prowse, författare: Rockne S. O'Bannon. |                                        |                   |            |
| 02-102 | "Exodus from Genesis"                  | 26 mars 1999      | #10103     |
| 03-103 | "Back and Back and Back to the Future" | 2 april 1999      | #10105     |
| 04-104 | "Throne for a Loss"                    | 9 april 1999      | #10104     |
| 05-105 | "PK Tech Girl"                         | 16 april 1999     | #10107     |
| 06-106 | "Thank God It's Friday, Again"         | 23 april 1999     | #10106     |
| 07-107 | "I, E.T."                              | 8 maj 1999        | #10102     |
| Besättningen på Moya hittar en sändare på skeppet som skickar en signal till Peace Keepers var de befinner sig. För att stoppa signalen tvingas de landa med Moya på en planet, som befinner sig ungefär lika långt fram i utvecklingen som jorden. Väl där måste de ut för att finna en substans som skall hjälpa Moya med hennes svårigheter, och Chrichton ställs inför en annorlunda situation - plötsligt är det han som är utomjordingen. |                                        |                   |            |
| 08-108 | "That Old Black Magic"                 | 11 juni 1999      | #10108     |
| 09-109 | "DNA Mad Scientist"                    | 18 juni 1999      | #10109     |
| 10-110 | "They've Got a Secret"                 | 25 juni 1999      | #10110     |
| 11-111 | "Till the Blood Runs Clear"            | 9 juli 1999       | #10111     |
| 12-112 | "Rhapsody in Blue"                     | 16 juli 1999      | #10112     |
| 13-113 | "The Flax"                             | 23 juli 1999      | #10113     |
| 14-114 | "Jeremiah Crichton"                    | 30 juli 1999      | #10114     |
| 15-115 | "Durka Returns"                        | 13 augusti 1999   | #10115     |
| 16-116 | "A Human Reaction"                     | 1 augusti 1999    | #10116     |
| 17-117 | "Through the Looking Glass"            | 10 september 1999 | #10117     |
| 18-118 | "A Bug's Life"                         | 17 september 1999 | #10118     |
| 19-119 | "Nerve (Part 1)"                       | 7 januari 2000    | #10119     |
| 20-120 | "The Hidden Memory (Part 2)"           | 14 januari 2000   | #10120     |
| 21-121 | "Bone to Be Wild"                      | 21 januari 2000   | #10121     |
| 22-122 | "Family Ties"                          | 28 januari 2000   | #10122     |

### Säsong 2
| Nr     | Titel                                                    | Sändningsdatum    | Produktkod |
| ------ | -------------------------------------------------------- | ----------------- | ---------- |
| 23-201 | "Mind the Baby"                                          | 17 mars 2000      | #10202     |
| 24-202 | "Vitas Mortis"                                           | 24 mars 2000      | #10203     |
| 25-203 | "Taking the Stone"                                       | 31 mars 2000      | #10204     |
| 26-204 | "Crackers Don't Matter"                                  | 7 april 2000      | #10205     |
| 27-205 | "The Way We Weren't"                                     | 14 april 2000     | #10207     |
| 28-206 | "Picture if You Will"                                    | 21 april 2000     | #10206     |
| 29-207 | "Home on the Remains"                                    | 16 juni 2000      | #10208     |
| 30-208 | "Dream A Little Dream"                                   | 23 juni 2000      | #10201     |
| 31-209 | "Out of Their Minds"                                     | 7 juli 2000       | #10209     |
| 32-210 | "My Three Crichtons"                                     | 14 juli 2000      | #10212     |
| 33-211 | "Look at the Princess Part I: A Kiss is But a Kiss"      | 21 juli 2000      | #10210     |
| 34-212 | "Look at the Princess Part II: I Do, I Think"            | 28 juli 2000      | #10221     |
| 35-213 | "Look at the Princess Part III: The Maltese Crichton"    | 4 augusti 2000    | #10211     |
| 36-214 | "Beware of Dog"                                          | 11 augusti 2000   | #10213     |
| 37-215 | "Won't Get Fooled Again"                                 | 18 augusti 2000   | #10214     |
| 38-216 | "The Locket"                                             | 25 augusti 2000   | #10215     |
| 39-217 | "The Ugly Truth"                                         | 8 september 2000  | #10216     |
| 40-218 | "A Clockwork Nebari"                                     | 15 september 2000 | #10217     |
| 41-219 | "Liars, Guns and Money Part I: A Not So Simple Plan"     | 5 januari 2001    | #10218     |
| 42-220 | "Liars, Guns and Money Part II: With Friends Like These" | 12 januari 2001   | #10219     |
| 43-221 | "Liars, Guns and Money Part III: Plan B"                 | 19 januari 2001   | #10220     |
| 44-222 | "Die Me, Dichotomy"                                      | 26 januari 2001   | #10222     |

### Säsong 3
| Nr     | Titel                                                      | Sändningsdatum  | Produktkod |
| ------ | ---------------------------------------------------------- | --------------- | ---------- |
| 45-301 | "Season of Death"                                          | 16 mars 2001    | #10301     |
| 46-302 | "Suns and Lovers"                                          | 23 mars 2001    | #10302     |
| 47-303 | "Self-Inflicted Wounds Part I: Could'a, Would'a, Should'a" | 30 mars 2001    | #10303     |
| 48-304 | "Self-Inflicted Wounds Part II: Wait for the Wheel"        | 6 april 2001    | #10304     |
| 49-305 | "...Different Destinations"                                | 13 april 2001   | #10305     |
| 50-306 | "Eat Me"                                                   | 20 april 2001   | #10306     |
| 51-307 | "Thanks for Sharing"                                       | 16 juni 2001    | #10307     |
| 52-308 | "Green Eyed Monster"                                       | 22 juni 2001    | #10308     |
| 53-309 | "Losing Time"                                              | 29 juni 2001    | #10309     |
| 54-310 | "Relativity"                                               | 6 juli 2001     | #10310     |
| 55-311 | "Incubator"                                                | 13 juli 2001    | #10311     |
| 56-312 | "Meltdown"                                                 | 14 juli 2001    | #10312     |
| 57-313 | "Scratch 'n Sniff"                                         | 20 juli 2001    | #10313     |
| 58-314 | "Infinite Possibilities Part I: Daedalus Demands"          | 27 juli 2001    | #10314     |
| 59-315 | "Infinite Possibilities Part II: Icarus Abides"            | 3 augusti 2001  | #10315     |
| 60-316 | "Revenging Angel"                                          | 10 augusti 2001 | #10316     |
| 61-317 | "The Choice"                                               | 17 augusti 2001 | #10317     |
| 62-318 | "Fractures"                                                | 24 augusti 2001 | #10318     |
| 63-319 | "I-Yensch, You-Yensch"                                     | 5 april 2002    | #10319     |
| 64-320 | "Into the Lion's Den Part I: Lambs to the Slaughter"       | 12 april 2002   | #10320     |
| 65-321 | "Into the Lion's Den Part II: Wolf in Sheep's Clothing"    | 19 april 2002   | #10321     |
| 66-322 | "Dog With Two Bones"                                       | 26 april 2002   | #10322     |

### Säsong 4
| Nr     | Titel                                       | Sändningsdatum   | Produktkod |
| ------ | ------------------------------------------- | ---------------- | ---------- |
| 67-401 | "Crichton Kicks"                            | 7 juni 2002      | #10401     |
| 68-402 | "What Was Lost Part I: Sacrifice"           | 14 juni 2002     | #10402     |
| 69-403 | "What Was Lost Part II: Resurrection"       | 21 juni 2002     | #10403     |
| 70-404 | "Lava's a Many Splendored Thing"            | 28 juni 2002     | #10404     |
| 71-405 | "Promises"                                  | 12 juli 2002     | #10405     |
| 72-406 | "Natural Election"                          | 19 juli 2002     | #10406     |
| 73-407 | "John Quixote"                              | 26 juli 2002     | #10407     |
| 74-408 | "I Shrink Therefore I Am"                   | 2 augusti 2002   | #10408     |
| 75-409 | "A Prefect Murder"                          | 9 augusti 2002   | #10409     |
| 76-410 | "Coup By Clam"                              | 16 augusti 2002  | #10410     |
| 77-411 | "Unrealized Reality"                        | 23 augusti 2002  | #10411     |
| 78-412 | "Kansas"                                    | 30 december 2002 | #10412     |
| 79-413 | "Terra Firma"                               | 6 januari 2003   | #10413     |
| 80-414 | "Twice Shy"                                 | 13 januari 2003  | #10414     |
| 81-415 | "Mental as Anything"                        | 20 januari 2003  | #10415     |
| 82-416 | "Bringing Home the Beacon"                  | 27 januari 2003  | #10416     |
| 83-417 | "A Constellation of Doubt"                  | 10 februari 2003 | #10417     |
| 84-418 | "Prayer"                                    | 17 februari 2003 | #10418     |
| 85-419 | "We're So Screwed Part I: Fetal Attraction" | 24 februari 2003 | #10419     |
| 86-420 | "We're So Screwed Part II: Hot to Katratzi" | 25 februari 2003 | #10420     |
| 87-421 | "We're So Screwed Part III: La Bomba"       | 3 mars 2003      | #10421     |
| 88-422 | "Bad Timing"                                | 10 mars 2003     | #10422     |

### The Peacekeeper Wars
| Nr     | Titel                         | Sändningsdatum  | Produktkod |
| ------ | ----------------------------- | --------------- | ---------- |
| 89-501 | "The Peacekeeper Wars Part 1" | 17 oktober 2004 | MPK01      |
| 90-502 | "The Peacekeeper Wars Part 2" | 18 oktober 2004 | MPK02      |

### Fotnoter
1. ↑  ”Farscape” (på engelska). TV.Com. Arkiverad från originalet den 21 januari 2017. https://web.archive.org/web/20170121093238/http://www.tv.com/shows/farscape/. Läst 26 januari 2017.